# Liste d'élections en 1957
Chronologie des élections
- 1953
- 1954
- 1955
- 1956
- 1957
- 1958
- 1959
- 1960
- 1961

Cette liste recense les élections organisées durant l'année 1957. Elle inclut les élections législatives et présidentielles nationales dans les États souverains, ainsi que les principaux référendums.
La fin des années 1950 enclenche la décolonisation de l'Afrique. En 1957, le Ghana est la première colonie en Afrique noire à obtenir sa pleine indépendance avec un gouvernement autochtone, élu l'année précédente. En Afrique-Occidentale française et en Afrique-Équatoriale française, des élections démocratiques ont lieu au mois de mars, entraînant la mise en place de gouvernements autochtones autonomes. Les élections du mois de mai en Sierra Leone britannique marquent également l'instauration de l'autonomie. Dans le même temps, l'Empire d'Éthiopie, vieil État africain dont la résistance historique aux invasions italiennes a inspiré les nationalistes sur tout le continent, organise en octobre les premières élections de son histoire.
Dans les démocraties occidentales, les élections de 1957 amènent une alternance au pouvoir en Irlande (mars), au Canada (juin) et en Nouvelle-Zélande (novembre). Éamon de Valera, l'une des figures historiques du nationalisme irlandais, retrouve ainsi le pouvoir, tandis qu'au Canada les libéraux perdent les élections après plus de vingt ans au pouvoir. En Nouvelle-Zélande, l'opposition travailliste remporte de justesse la majorité absolue à la Chambre des représentants.
Dans le bloc de l'Est, les élections se déroulent à parti unique, ou bien avec un multipartisme de pure façade, les différents partis étant subordonnés à l'autorité d'un parti communiste. Les électeurs doivent officiellement voter pour ou contre les candidats choisis par les autorités, aucune candidature d'opposition n'étant possible. Les autorités revendiquent ensuite un taux d'approbation populaire de plus de 98 %. Des élections de cette sorte ont lieu en Pologne (janvier), en Roumanie (février), en Mongolie (juin), en Corée du Nord (août) et en Bulgarie (décembre).
Le monde occidental connaît également des dictatures à parti unique, de droite autoritaire ou d'extrême-droite, en République dominicaine (mai) et au Portugal (novembre). Les électeurs n'y ayant même pas l'option théorique de voter contre les candidats du gouvernement, ces élections ne présentent pas même un simulacre de démocratie, et produisent un résultat favorable à 100 % à la dictature. Au Nicaragua (février) et au Guatemala (octobre), les électeurs ont en principe le choix entre le parti de la dictature militaire et un autre parti de droite qui la soutient, les résultats étant de toute manière truqués. À l'inverse, les élections multipartites au Honduras, en septembre, amènent un retour (temporaire) à la démocratie.
L'Égypte, enfin, connaît en juillet ses premières élections législatives après la mise en place d'un régime à parti unique par Gamal Abdel Nasser. Les candidats sont triés par avance par l'armée, bien que les électeurs conservent un choix entre plusieurs candidats, et les pouvoirs du Parlement sont limités.

## Par mois

### Janvier
| Date       | Pays    | Élections    | Contexte | Résultats |
| ---------- | ------- | ------------ | --- | --- |
| 20 janvier | Pologne | Législatives | La Pologne à cette date est un État à coalition unique. C'est une période de déstalinisation, et de libéralisation très partielle, en Europe de l'est. Contrairement aux élections précédentes, celles-ci se déroulent à bulletin secret, et les électeurs ont le choix entre plusieurs candidats. Ils peuvent voter pour les candidats membres du Parti ouvrier unifié (marxiste-léniniste) ou des partis qui lui sont subordonnés, ou bien voter pour des candidats sans étiquette autorisés par le parti. Aucune réelle candidature d'opposition n'est autorisée. Un candidat doit recueillir une majorité absolue des suffrages dans sa circonscription pour être élu. | Le Parti ouvrier unifié conserve une majorité absolue des sièges, mais est en recul. Environ un siège sur sept revient à un candidat sans étiquette. Le taux de rejet général de tous les candidats proposés est officiellement de 1,6 %. Józef Cyrankiewicz demeure premier ministre. |

### Février
| Date       | Pays      | Élections                      | Contexte | Résultats |
| ---------- | --------- | ------------------------------ | --- | --- |
| 3 février  | Nicaragua | Législatives et présidentielle | Le Nicaragua à cette date est une dictature. Le dictateur Anastasio Somoza García ayant été assassiné en septembre 1956, son fils Luis Somoza Debayle lui a succédé. Ces élections sont truquées, tout comme les précédentes, et sont boycottées par tous les partis d'opposition. | Le Parti libéral nationaliste (droite, autoritaire) conserve la majorité absolue des sièges aux deux chambres du Congrès. Luis Somoza (PLN) conserve la présidence de la République avec 89,3 % des voix, face à Edmundo Amador Pineda (Parti conservateur nationaliste, parti de pure façade qui soutient la dictature). |
| 3 février  | Roumanie  | Législatives                   | La Roumanie à cette date est un État à coalition unique. Seul le Front démocratique populaire, coalition de partis dominée par le Parti communiste, peut présenter les candidats. Les citoyens doivent voter pour ou contre les candidats du Front.                                | Les candidats du Front recueillent officiellement 99 % de suffrages favorables. Chivu Stoica (Parti communiste) demeure premier ministre. |
| 26 février | Thaïlande | Législatives                   | La Thaïlande à cette date est de facto une dictature militaire. Ces élections, qui visent à renforcer l'autorité du premier ministre et maréchal Plaek Phibunsongkhram (dit « Phibun ») face à ses rivaux au sein de l'armée, sont truquées.                                       | Le Seri Manangkasila, parti du gouvernement, remporte une majorité absolue des sièges à pourvoir. Le maréchal Phibun demeure premier ministre, jusqu'à ce qu'un coup d'État le renverse en septembre ; le maréchal Sarit Thanarat lui succède, et une nouvelle élection a lieu en décembre.                               |

### Mars
| Date                  | Pays            | Élections     | Contexte | Résultats |
| --------------------- | --------------- | ------------- | --- | --- |
| 3 mars                | Chili           | Législatives  | | Parlement sans majorité. Le Parti radical (centre-droit) obtient une majorité relative des sièges. |
| 5 mars                | Irlande         | Législatives  | | Alternance. Le parti Fianna Fáil (centriste à centre-droit) remporte une majorité absolue des sièges. Éamon de Valera retrouve le pouvoir, redevenant premier ministre. |
| 24 février au 14 mars | Inde            | Législatives  | | Le parti Congrès national indien (socialiste, laïc) conserve une large majorité absolue des sièges. Jawaharlal Nehru demeure premier ministre. |
| 31 mars               | Moyen-Congo     | Territoriales | Élection de l'assemblée territoriale. La Loi-cadre Defferre adoptée par la France en 1956 permet la mise en place, dans les territoires d'outre-mer, de gouvernements élus au suffrage universel.                                                                        | Assemblée sans majorité. Les partis Mouvement socialiste africain et Union démocratique pour la défense des intérêts africains remportent chacun dix-sept sièges sur quarante-cinq. Le pays devient une république autonome en 1958, avec Fulbert Youlou (UDDIA) pour premier ministre, puis accède à l'indépendance en 1960 après de nouvelles élections.                                         |
| 31 mars               | Côte d'Ivoire   | Territoriales | Élection de l'assemblée territoriale. La Loi-cadre Defferre adoptée par la France en 1956 permet la mise en place, dans les territoires d'outre-mer, de gouvernements élus au suffrage universel.                                                                        | Le Parti démocratique (conservateur, panafricaniste) remporte presque tous les sièges. Le pays devient une république autonome en 1958, avec Auguste Denise pour premier ministre, puis indépendant en 1960 après de nouvelles élections. |
| 31 mars               | Dahomey         | Territoriales | Élection de l'assemblée territoriale. La Loi-cadre Defferre adoptée par la France en 1956 permet la mise en place, dans les territoires d'outre-mer, de gouvernements élus au suffrage universel.                                                                        | Le Parti républicain remporte une majorité absolue des sièges. Le pays devient une république autonome en 1958, avec Sourou Migan Apithy (républicain) pour premier ministre, puis indépendant en 1960 après de nouvelles élections. |
| 31 mars               | Gabon           | Territoriales | Ces élections sont les dernières avant l'indépendance de la colonie. Elles élisent l'assemblée territoriale. La Loi-cadre Defferre adoptée par la France en 1956 permet la mise en place, dans les territoires d'outre-mer, de gouvernements élus au suffrage universel. | Assemblée sans majorité. L'Union sociale et démocratique gabonaise perd sa majorité absolue des sièges, mais conserve la majorité relative, devant notamment le parti Bloc démocratique (conservateur). En 1958, le pays devient une république autonome, avec Léon Mba (Bloc démocratique) pour président. Il obtient sa pleine indépendance en 1960, et organise de nouvelles élections en 1961. |
| 31 mars               | Guinée          | Territoriales | Élection de l'assemblée territoriale. La Loi-cadre Defferre adoptée par la France en 1956 permet la mise en place, dans les territoires d'outre-mer, de gouvernements élus au suffrage universel.                                                                        | Le Parti démocratique (socialiste, panafricaniste) remporte presque tous les sièges. En 1958, le pays choisit l'indépendance immédiate plutôt qu'une autonomie accrue. Ahmed Sékou Touré (Parti démocratique) devient alors président de la République. |
| 31 mars               | Haute-Volta     | Territoriales | Élection de l'assemblée territoriale. La Loi-cadre Defferre adoptée par la France en 1956 permet la mise en place, dans les territoires d'outre-mer, de gouvernements élus au suffrage universel.                                                                        | Assemblée sans majorité. Le Parti démocratique unifié remporte une majorité relative des sièges, manquant de peu la majorité absolue. Le pays devient une république autonome en 1958, avec Maurice Yaméogo (PDU) pour président, puis un État pleinement indépendant en 1960 après de nouvelles élections en 1959.                                                                                |
| 31 mars               | Mauritanie      | Territoriales | Élection de l'assemblée territoriale. La Loi-cadre Defferre adoptée par la France en 1956 permet la mise en place, dans les territoires d'outre-mer, de gouvernements élus au suffrage universel.                                                                        | L'Union progressiste remporte tous les sièges sauf un. Moktar Ould Daddah est nommé premier ministre au mois de mai. Le pays obtient sa pleine indépendance en 1960, après de nouvelles élections en 1959. |
| 31 mars               | Niger           | Territoriales | Élection de l'assemblée territoriale. La Loi-cadre Defferre adoptée par la France en 1956 permet la mise en place, dans les territoires d'outre-mer, de gouvernements élus au suffrage universel.                                                                        | Le parti Sawaba (socialiste) remporte une majorité absolue des sièges, les autres revenant au Parti progressiste. En 1958, lorsque le Niger devient une république autonome, c'est toutefois Hamani Diori (Parti progressiste) qui est le premier à être nommé premier ministre, après de nouvelles élections cette année-là. Le pays devient pleinement indépendant en 1960.                      |
| 31 mars               | Oubangui-Chari  | Territoriales | Élection de l'assemblée territoriale. La Loi-cadre Defferre adoptée par la France en 1956 permet la mise en place, dans les territoires d'outre-mer, de gouvernements élus au suffrage universel.                                                                        | Malgré la concurrence d'autres listes, le Mouvement d'évolution sociale de l'Afrique noire (nationaliste, progressiste) remporte tous les sièges. En 1958, le pays, désormais autonome, prend le nom de République centrafricaine, avec Barthélemy Boganda (MESAN) pour premier ministre. La République accède à la pleine indépendance en 1960, après de nouvelles élections en 1959.             |
| 31 mars               | Sénégal         | Territoriales | Élection de l'assemblée territoriale. La Loi-cadre Defferre adoptée par la France en 1956 permet la mise en place, dans les territoires d'outre-mer, de gouvernements élus au suffrage universel.                                                                        | Le Bloc populaire remporte une majorité absolue des sièges, face notamment au Parti d'action socialiste. En conséquence, Mamadou Dia (Bloc populaire) est la première personne à être nommée président du Conseil (premier ministre) du pays, qui devient ensuite pleinement indépendant en 1960 après de nouvelles élections en 1959.                                                             |
| 31 mars               | Soudan français | Territoriales | Élection de l'assemblée territoriale. La Loi-cadre Defferre adoptée par la France en 1956 permet la mise en place, dans les territoires d'outre-mer, de gouvernements élus au suffrage universel.                                                                        | L'Union soudanaise-Rassemblement démocratique africain (panafricaniste) remporte une large majorité des sièges. En 1958, le pays accède à l'autonomie avec Jean-Marie Koné pour président du Conseil (premier ministre). Après de nouvelles élections en 1959, le pays devient indépendant en 1960, avec pour nom le Mali.                                                                         |
| 31 mars               | Tchad           | Territoriales | Élection de l'assemblée territoriale. La Loi-cadre Defferre adoptée par la France en 1956 permet la mise en place, dans les territoires d'outre-mer, de gouvernements élus au suffrage universel.                                                                        | L'alliance « Entente », emmenée par le Parti progressiste, remporte une majorité absolue des sièges. En 1958, avec l'accès à l'autonomie, Gabriel Lisette devient président du Conseil (premier ministre). |
| 31 mars               | Madagascar      | Territoriales | Élection de l'assemblée territoriale. La Loi-cadre Defferre adoptée par la France en 1956 permet la mise en place, dans les territoires d'outre-mer, de gouvernements élus au suffrage universel.                                                                        | Philibert Tsiranana devient le 27 mai 1957 vice-président du Conseil de gouvernement après les législatives bien que son parti le PSD de Tsiranana ne compte que 9 élus. |

### Avril
Il n'y a pas d'élection nationale en avril 1957.

### Mai
| Date   | Pays                   | Élections                      | Contexte | Résultats |
| ------ | ---------------------- | ------------------------------ | --- | --- |
| 5 mai  | Autriche               | Présidentielle                 | | Adolf Schärf (Parti social-démocrate) est élu avec 51,1 % des voix face à Wolfgang Denk, le candidat du Parti populaire (conservateur, chrétien-démocrate) et du Parti de la liberté (national-conservateur, extrême-droite). |
| 14 mai | Danemark               | Législatives                   | | Parlement sans majorité. Les Sociaux-démocrates conservent leur majorité relative des sièges. Hans Christian Hansen demeure premier ministre. |
| 16 mai | République dominicaine | Législatives et présidentielle | La République dominicaine à cette date est une dictature à parti unique. | Seul parti autorisé, le Parti dominicain (droite) conserve automatiquement tous les sièges au Congrès, et le président Héctor Trujillo est automatiquement réélu avec 100 % des voix. |
| 19 mai | Comores                | Législatives                   | Élection de l'assemblée territoriale. La Loi-cadre Defferre adoptée par la France en 1956 permet la mise en place, dans les territoires d'outre-mer, de gouvernements élus au suffrage universel. | Ahmed Mohamed est élu vice-président du Conseil de gouvernement le 13 août 1957 après l'élection de l'Assemblée territoriale du 19 mai. Source p3 : http://www.senat.fr/comptes-rendus-seances/4eme/pdf/documents_parlementaires/1958/i1957_1958_0302.pdf |
| mai    | Sierra Leone           | Législatives                   | | Parlement sans majorité. Le Parti du peuple remporte une majorité relative des sièges, devançant nettement les autres partis et manquant de peu la majorité absolue. Il a obtenu la majorité absolue des sièges élus au suffrage universel, douze sièges sur cinquante-et-un revenant à des chefs élus de manière indirecte. Avec l'appui de ces chefs et de députés élus sans étiquette, Milton Margaï (Parti du peuple) devient en 1958 la première personne à être nommée premier ministre de cette colonie britannique désormais autonome. Le pays devient pleinement indépendant en 1961, et organise de nouvelles élections en 1962. |

### Juin
| Date         | Pays                       | Élections    | Contexte | Résultats |
| ------------ | -------------------------- | ------------ | --- | --- |
| 10 juin      | Canada                     | Législatives | | Parlement sans majorité. Alternance. Après cinq victoires consécutives et vingt-deux ans au pouvoir, le Parti libéral (progressiste) est battu. Le Parti progressiste-conservateur obtient une majorité relative des sièges et forme un gouvernement minoritaire, avec John Diefenbaker pour premier ministre. |
| 16 juin      | Mongolie                   | Législatives | La Mongolie à cette date est un État à parti unique. Seuls des candidats membres du parti, ou sans étiquette mais approuvés par le parti, peuvent se présenter.                                   | Le Parti révolutionnaire du peuple (marxiste-léniniste) conserve la majorité absolue des sièges, les autres revenant à des élus 'indépendants' approuvés par le parti. Les autorités annoncent un taux de participation de 100 %. Yumjagiyn Tsedenbal demeure premier ministre.                                |
| 9 au 23 juin | Liban                      | Législatives | | Des candidats sans étiquette remportent la plupart des sièges. Sami Solh (sans étiquette) demeure premier ministre. |
| 23 juin      | Côte française des Somalis | Législatives | Élection de l'assemblée territoriale. La Loi-cadre Defferre adoptée par la France en 1956 permet la mise en place, dans les territoires d'outre-mer, de gouvernements élus au suffrage universel. | Le parti Union républicaine remporte tous les sièges. À l'inverse d'autres colonies françaises en Afrique, la Côté française des Somalis (future Djibouti) n'opte pas pour l'indépendance, et devient un territoire français d'outre-mer en 1958.                                                              |

### Juillet
| Date       | Pays      | Élections    | Contexte | Résultats |
| ---------- | --------- | ------------ | --- | --- |
| 3 juillet  | Égypte    | Législatives | Premières élections législatives après le coup d'État militaire de 1952 qui met fin à la monarchie et met en place une république autoritaire à parti unique. Les femmes obtiennent le droit de vote pour la première fois. Les partis politiques sont interdits : tous les candidats se présentent sans étiquette, mais doivent être approuvés par l'armée. Environ la moitié des candidats à la candidature sont rejetés par l'armée. | Tous les députés sont élus sans étiquette. Rawya Ateya et Amina Shukri, les deux seules femmes élues, deviennent les premières femmes députées dans tout le monde arabe. Gamal Abdel Nasser, qui est président de la République, demeure conjointement son propre premier ministre. Les pouvoirs du Parlement sont très limités ; le président Nasser concentre l'essentiel des pouvoirs. |
| 28 juillet | Argentine | Législatives | Élection d'une assemblée constituante. Cette élection fait suite au coup d'État militaire de septembre 1955 qui renverse le président Juan Perón et instaure la « Révolution libératrice ». La Confédération générale du travail, principal syndicat, a été interdite, en raison de son soutien au président Perón. | Assemblée sans majorité. L'Union civique radicale intransigeante (social-libérale) et l'Union civique radicale (social-libérale) obtiennent chacune un peu plus d'un tiers des sièges. Un quart des électeurs ont toutefois voté blanc ou nul. |

### Août
| Date    | Pays          | Élections    | Contexte | Résultats |
| ------- | ------------- | ------------ | --- | --- |
| 27 août | Corée du Nord | Législatives | La Corée du Nord est une dictature à parti unique, malgré un semblant de multipartisme. Tous les partis sont rassemblés en un Front démocratique pour la réunification de la patrie, et subordonnés à la direction du Parti du travail de Corée (marxiste-léniniste). Les autorités présentent un seul candidat par circonscription. Les électeurs doivent voter pour ou contre ce candidat. Dans la pratique, le vote ne se déroule pas à bulletin secret. | Officiellement, les candidats recueillent dans leur ensemble 99,9 % de suffrages favorables. Le Parti du travail s'est octroyé une très large majorité des sièges, les autres revenant à des partis de façade qui lui sont subordonnés. Kim Il-sung, président du Comité central du parti, demeure premier ministre. |

### Septembre
| Date          | Pays                 | Élections                      | Contexte | Résultats |
| ------------- | -------------------- | ------------------------------ | --- | --- |
| 1er septembre | Liechtenstein        | Législatives                   | Élections au suffrage masculin. | Le Parti progressiste des citoyens (droite, national-conservateur) conserve sa majorité absolue des sièges, et maintient son gouvernement d'union avec l'Union patriotique (centre-droit, libéral-conservatrice). Alexander Frick demeure premier ministre. |
| 15 septembre  | Allemagne de l'Ouest | Législatives                   | | L'alliance CDU/CSU (conservateurs), qui disposait d'une majorité relative des sièges, remporte cette fois la majorité absolue. C'est la première fois, et la seule à ce jour, qu'un groupe parlementaire obtient à lui seul une majorité absolue au Bundestag. Konrad Adenauer demeure chancelier. |
| 22 septembre  | Haïti                | Législatives et présidentielle | Le président Paul Magloire a été contraint à la fuite en 1956 par des manifestations et une grève générale. Durant les mois qui suivent, trois présidents par intérim se succèdent, mais l'armée exerce le pouvoir réel. Pour ces élections, les femmes ont le droit de vote pour la première fois. Le scrutin se déroule de manière relativement démocratique, bien que l'armée fasse campagne pour le candidat Duvalier. | François Duvalier, dit « Papa Doc » (Parti de l'unité nationale : populiste, attisant le ressentiment de la majorité noire contre les 'élites' mulâtres), est élu président avec 72,4 % des voix face à deux autres candidats. Ses partisans remportent une large majorité des sièges à la Chambre des députés. L'arrivée au pouvoir de François Duvalier marque le début d'une dictature particulièrement brutale, où des dizaines de milliers d'Haïtiens seront assassinés par leur gouvernement. |
| 22 septembre  | Honduras             | Législatives                   | Élection d'une assemblée constituante. Cette élection vise à restaurer un régime démocratique, après la brève dictature de Julio Lozano Díaz (Parti national). | Alternance. Le Parti libéral remporte une majorité absolue des sièges. En novembre, l'assemblée élit Ramón Villeda Morales (libéral) à la présidence de la République. Pour garantir la stabilité du pays, il forme une coalition d'union nationale avec les deux autres partis représentés à l'assemblée : le Parti national (conservateur) et le Mouvement national réformiste. Pour autant, le président Villeda est renversé par un coup d'État en 1963.                                        |

### Octobre
| Date                       | Pays      | Élections      | Contexte | Résultats |
| -------------------------- | --------- | -------------- | --- | --- |
| 7 octobre                  | Norvège   | Législatives   | | Le Parti travailliste (social-démocrate) conserve sa majorité absolue des sièges. Einar Gerhardsen demeure premier ministre. |
| 12 septembre au 10 octobre | Éthiopie  | Législatives   | Premières élections de l'histoire de ce pays ; elles se déroulent au suffrage universel. Les partis politiques ne sont pas autorisés. La Constitution adoptée en 1955 a fait de ce vieil empire (fondé au Xe siècle) une monarchie parlementaire, où l'empereur Haïlé Sélassié Ier conserve néanmoins d'importants pouvoirs.                                           | Tous les députés sont élus sans étiquette. Abebe Aregai, l'un des dirigeants de la résistance à l'occupation italienne dans les années 1930, est nommé premier ministre. |
| 20 octobre                 | Guatemala | Présidentielle | Le Guatemala à cette date est une dictature militaire, responsable de la mort de dizaines de milliers d'opposants politiques et syndicaux. Cette élection fait suite à l'assassinat du dictateur Carlos Castillo Armas en juillet. Seuls les partis de droite soutenant la dictature sont autorisés à présenter un candidat. Malgré cela, les élections sont truquées. | Miguel Ortiz Passarelli (Mouvement de libération nationale : droite, parti de la junte) est déclaré élu avec 51,6 % des voix, devant deux autres candidats. Le 23 octobre, les résultats sont annulés à la suite de manifestations contre leur truquage évident. Une nouvelle élection a lieu en janvier 1958. |
| 27 octobre                 | Turquie   | Législatives   | | Le Parti démocrate (conservateur) conserve sa majorité absolue des sièges. Adnan Menderes demeure premier ministre. |

### Novembre
| Date        | Pays             | Élections                      | Contexte | Résultats |
| ----------- | ---------------- | ------------------------------ | --- | --- |
| 3 novembre  | Portugal         | Législatives                   | Le Portugal à cette date est une dictature à parti unique : c'est la période de l’Estado Novo. Le pays applique le suffrage censitaire. Par ailleurs, les hommes ne peuvent voter que s'ils savent lire et écrire, et les femmes que si elles ont complété des études secondaires. Seuls vingt-deux candidats d'opposition sont autorisés à se présenter (alors qu'il y a cent-vingt sièges à pourvoir), et seize d'entre eux retirent leur candidature face à l'interdiction qui leur est faite de pouvoir assister au dépouillement. Seuls les électeurs à Braga ont finalement la possibilité (théorique) de voter pour l'opposition. | Le parti Union nationale (extrême-droite, fascisme clérical) conserve la totalité des sièges. António de Oliveira Salazar demeure premier ministre. |
| 12 novembre | Philippines      | Législatives et présidentielle | | Le Parti nationaliste (conservateur), au pouvoir, est battu aux législatives : il conserve la majorité absolue des sièges au Sénat, mais c'est le Parti libéral (social-libéral) qui remporte la majorité absolue à la Chambre des représentants. Carlos P. García (Parti nationaliste) est réélu président de la République avec 41,3 % des voix, devant six autres candidats. |
| 30 novembre | Nouvelle-Zélande | Législatives                   | | Alternance. Le Parti travailliste (social-démocrate) remporte de justesse une majorité absolue des sièges. Walter Nash devient premier ministre. |

### Décembre
| Date         | Pays      | Élections    | Contexte | Résultats |
| ------------ | --------- | ------------ | --- | --- |
| 1er décembre | Colombie  | Référendum   | La dictature du général Gustavo Rojas Pinilla a été renversée par un coup d'État militaire le 10 mai. La junte assurant le pouvoir de transition organise ce vote pour soumettre au peuple une proposition de réforme constitutionnelle, censée assurer la stabilité et mettre fin à la période de la Violencia. Pour ce référendum, les femmes peuvent voter pour la première fois. La proposition est de créer un « Front national » où conservateurs et libéraux gouverneraient ensemble, de manière paritaire. Est également proposée la convocation d'une assemblée constituante pour l'année suivante. | Les propositions sont approuvées par 95,3 % des votants. |
| 12 décembre  | Thaïlande | Législatives | Ces élections font suite au coup d'État mené avec succès par le maréchal Sarit Thanarat contre le gouvernement du maréchal Plaek Phibunsongkhram. | Parlement sans majorité. Les députés élus sans étiquette sont les plus nombreux. Avec un fort appui de la part des États-Unis dans le contexte de la Guerre froide, Sarit Thanarat maintient un gouvernement militaire, autoritaire, traditionaliste et anticommuniste.                                       |
| 15 décembre  | Venezuela | Référendum   | Le Venezuela à cette date est une dictature militaire. Le référendum vise à permettre au dictateur Marcos Pérez Jiménez de rester au pouvoir sans avoir à briguer un nouveau mandat électif, et lui conférerait le pouvoir de nommer des membres des assemblées locales, régionales et nationale. Les résultats sont truqués. | Officiellement, ces propositions sont approuvées par 86,7 % des votants. Deux semaines plus tard, une tentative de coup d'État échoue, mais pousse Marcos Pérez à fuir le pays en janvier. Après un régime de transition à la fois civil et militaire, des élections démocratiques ont lieu en décembre 1958. |
| 22 décembre  | Bulgarie  | Législatives | La Bulgarie à cette date est un État à coalition unique. Seul le Front patriotique (alliance de partis dominée par le Parti communiste) peut présenter des candidats. Les citoyens doivent voter pour ou contre les candidats proposés. | Les candidats du Front recueillent officiellement 100 % de suffrages favorables (quelque 2 000 voix « non » contre plus de cinq millions de bulletins « oui »). Anton Yugov (Parti communiste) demeure premier ministre.                                                                                      |